# Gloriosa flavovirens
Gloriosa flavovirens är en tidlöseväxtart som först beskrevs av Carl Lebrecht Udo Dammer, och fick sitt nu gällande namn av John Charles Manning och Annika Vinnersten. Gloriosa flavovirens ingår i släktet Gloriosa och familjen tidlöseväxter.
Artens utbredningsområde är Angola. Inga underarter finns listade i Catalogue of Life.